# Nasavrky (Miličín)
Nasavrky je malá vesnice, část města Miličín v okrese Benešov. Nachází se 4 km na jihovýchod od Miličína. V roce 2009 zde bylo evidováno 13 adres.
Nasavrky leží v katastrálním území Nasavrky u Miličína o rozloze 2,3 km².

## Historie
První písemná zmínka o vesnici pochází z roku 1382.

## Další fotografie

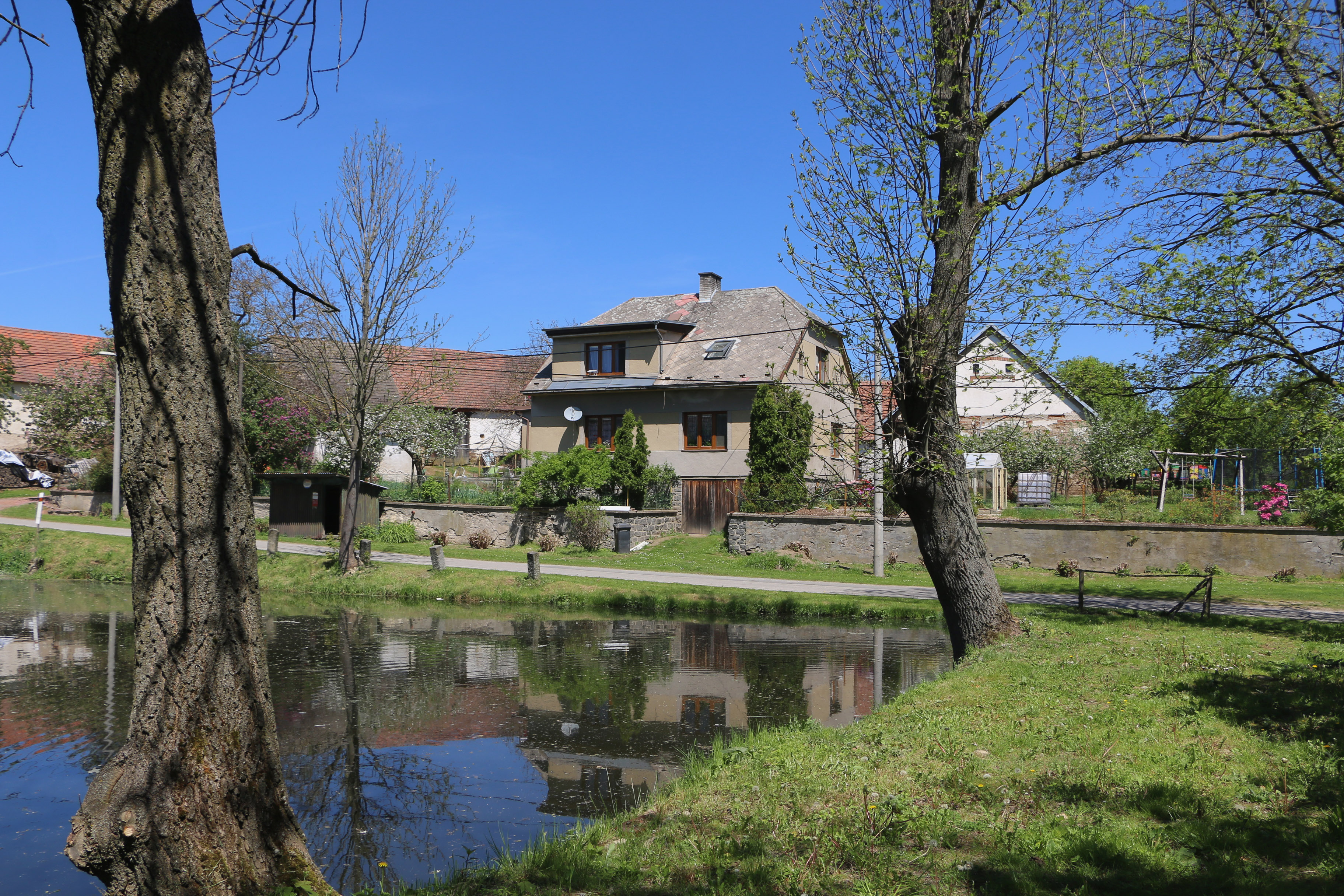
Domy u rybníka
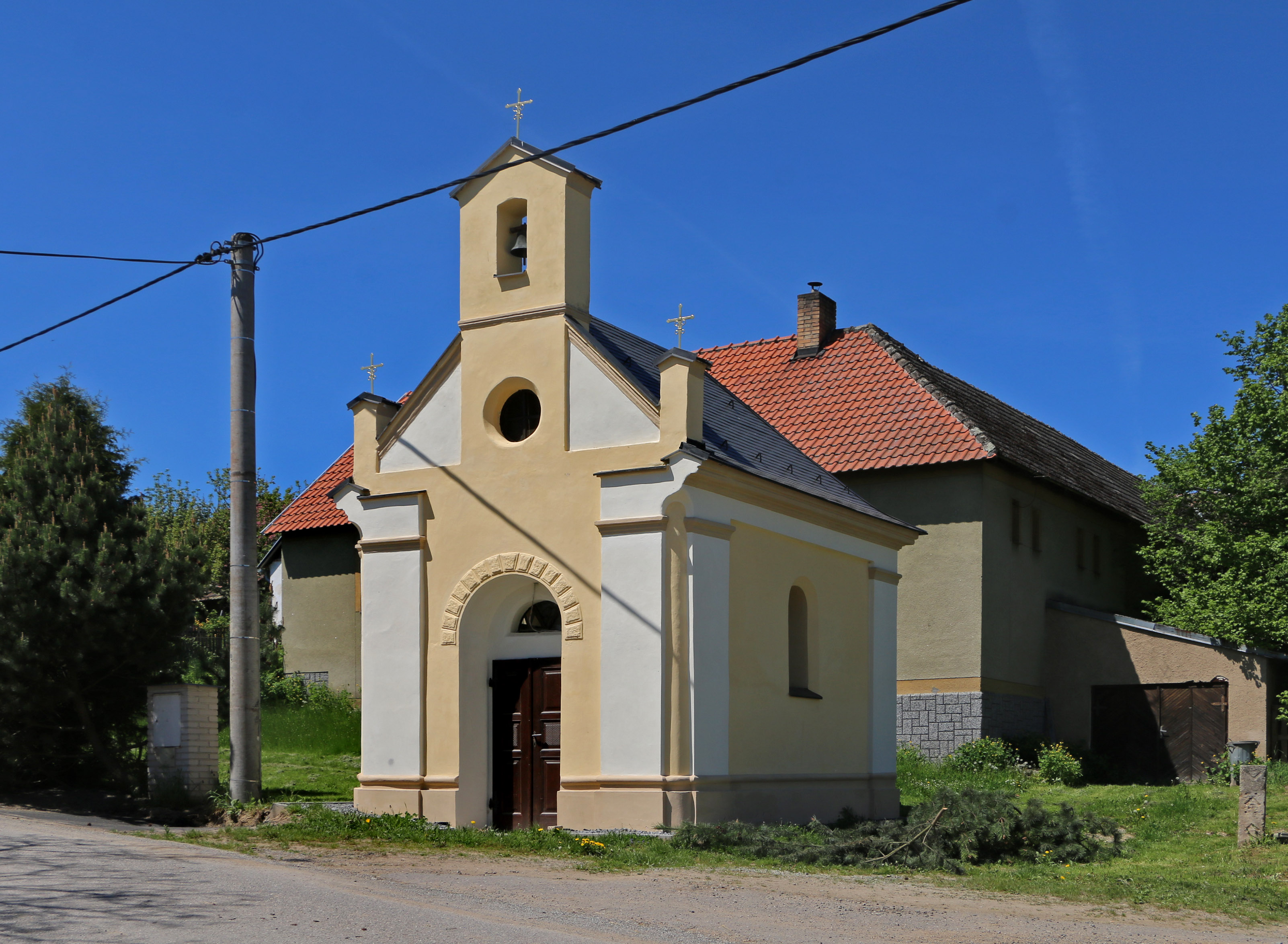
Kaple v hodní části vesnice
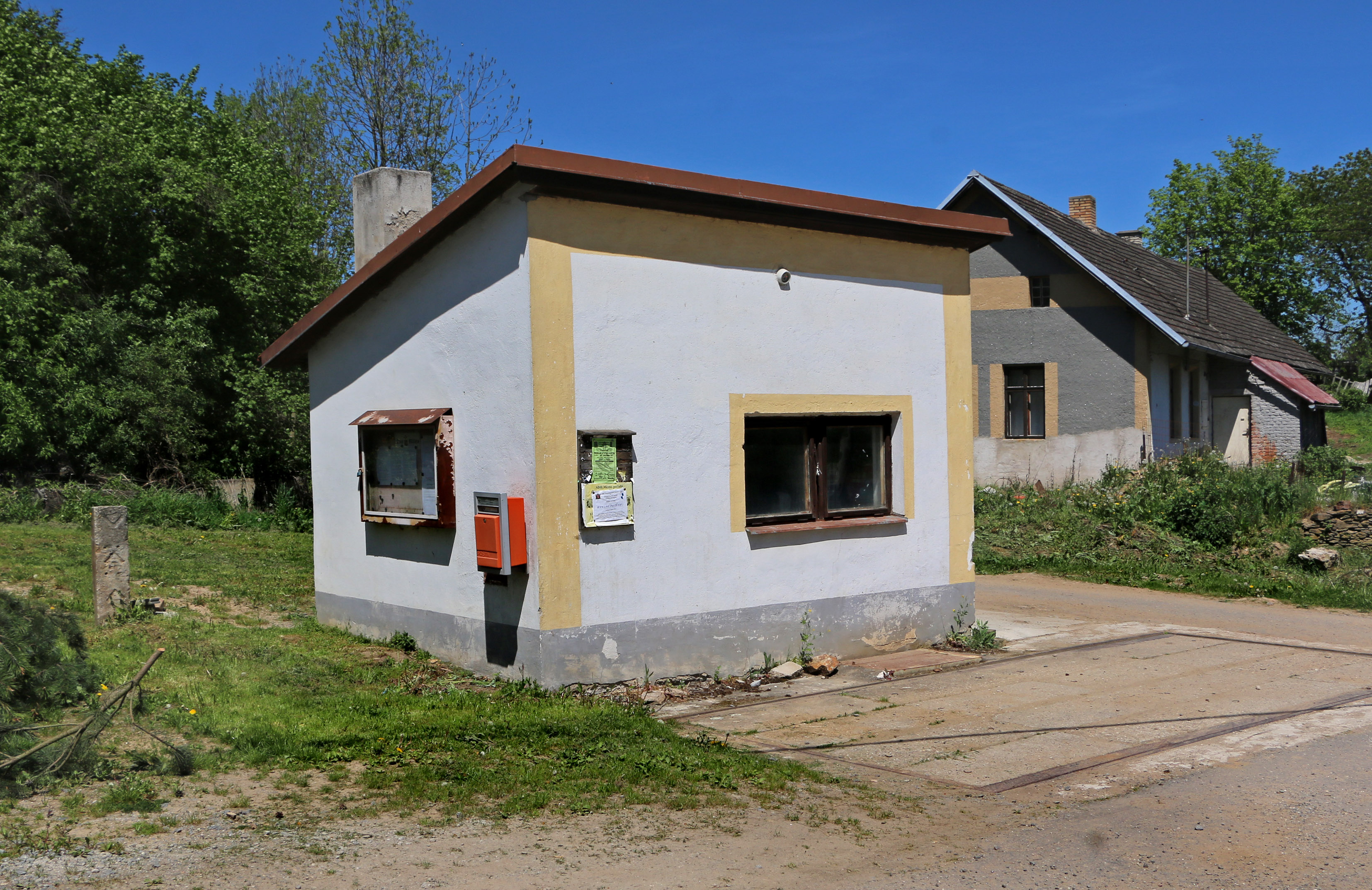
Bývalá váha